# Nina Rausch
Nina Rausch (* 11. Mai 1982 in Ingersheim) ist eine deutsch-US-amerikanische Schauspielerin.

## Leben und Wirken
Nina Rausch stand schon im Alter von vier Jahren auf der Bühne und interessierte sich in ihrer Jugend für den Film, sodass sie sich für ein Schauspielstudium entschied. Sie ging in die USA und studierte von 2003 bis 2006 an der Northern Illinois University mit dem Abschluss Bachelor of Fine Arts (Acting). Es folgten diverse Theater-, Film- und Serienengagements in den USA. 2019 spielte sie erstmals in einer deutschen TV-Produktion und übernahm die Rolle der CIA Agentin Betsy Jordan im Film Wendezeit.
Sie lebt in den USA und hat die US-amerikanische Staatsbürgerschaft angenommen.

## Filmografie (Auswahl)
- 2008: Criminal Minds
- 2009: Mad Men
- 2009: Californication
- 2009: Castle
- 2011–2017: The Sandglass (7 Folgen)
- 2013: Schatten der Leidenschaft
- 2013: Navy CIS: L.A.
- 2014: Orange Is the New Black
- 2015: Awkward
- 2015: Grey’s Anatomy
- 2016: Crossing Fences
- 2016: Navy CIS
- 2018: Bevor
- 2019: Wendezeit
- 2020: In aller Freundschaft – Die jungen Ärzte

## Auszeichnungen
2017 gewann sie die Auszeichnung „Best Actress“ für ihre Rolle im Kurzspielfilm „CROSSING FENCES“ beim AMAW Film Festival Los Angeles.